# やなぎなぎ
やなぎなぎ（1987年5月31日 - ）は、日本の女性シンガーソングライター。大阪府出身。所属芸能事務所はインクストゥエンター、所属レコードレーベルはNBCユニバーサル・エンターテイメントジャパン。

## 来歴
幼少時、母親が近隣住民から貰ってきた電子オルガンをきっかけに音楽に興味を持つ。その後、中学の時に兄が買ってきたDTMソフトを使って作曲を始める。
2006年、音楽投稿サイト「プレイヤーズ王国」で音楽活動を開始し、多数のオリジナル曲を投稿する。また、ガゼル名義で「ニコニコ動画」に歌ってみた動画を投稿したり、『ランティス組曲 feat.Nico Nico Artists』には歌い手の1人として参加している。その後、2008年3月に動画投稿サイト上の活動を引退。supercellのゲストボーカルとしてnagi名義で参加する。2009年にテレビアニメ『化物語』のエンディングテーマ曲「君の知らない物語」を歌い、シングル3枚とアルバム1枚をリリースする。
2012年2月29日、ジェネオン・ユニバーサルからシングル『ビードロ模様』をリリースし、メジャーソロデビューを果たす。
2019年8月5日、一般男性と入籍したことを公式サイトにて発表した。

## 人物像
極度の人見知りであり、デビュー当初のPVは本人が出演してないものがほとんどである。趣味は世界の楽器を集めること。

## 音楽性
抒情的で柔らかく、かつ澄んだ歌声の持ち主で、supercellの宇佐義大からは「素直に声を出している印象を受けるが、同時に儚さも感じさせてくれる」と評されている。声域も広く、supercellのryoはやなぎについて「地声とファルセットの境目をあまり感じさせない、滑らかで広い声域の持ち主」であると語っている。やなぎさんは音楽活動においてピアノも演奏する。
楽曲制作に関しては新居昭乃の影響が大きく、加えて好きなアーティストにムームを挙げるなどエレクトロニカを音楽的ルーツとしている。やなぎ曰く、かつては聞く音楽もエレクトロニカ系に偏っていたが、supercellのゲストボーカルを務めたことを機にバンド音楽やポップスも聞くようになったという。

## ディスコグラフィ

### シングル
|            | 発売日         | タイトル                  | 規格品番  | 規格品番   | オリコン 最高位 |
| 初回限定盤 | 発売日         | タイトル                  | 通常盤    |            | オリコン 最高位 |
| ---------- | -------------- | ------------------------- | --------- | ---------- | --------------- |
| 1st        | 2012年2月29日  | ビードロ模様              |           | GNCA-0236  | 11位            |
| 2nd        | 2012年6月6日   | Ambivalentidea            | GNCA-0240 | 23位       |                 |
| 3rd        | 2012年11月7日  | ラテラリティ              | GNCA-0247 | 20位       |                 |
| 4th        | 2013年1月30日  | Zoetrope                  | GNCA-0250 | 13位       |                 |
| 5th        | 2013年4月17日  | ユキトキ                  | GNCA-0269 | 17位       |                 |
| 6th        | 2013年11月20日 | アクアテラリウム          | GNCA-0316 | GNCA-0317  | 22位            |
| 7th        | 2014年2月19日  | 三つ葉の結びめ            | GNCA-0325 | GNCA-0326  | 27位            |
| 8th        | 2014年6月4日   | トコハナ                  | GNCA-0342 | GNCA-0343  | 12位            |
| 9th        | 2014年12月24日 | Sweet Track               |           | GNCA-0359  | 68位            |
|            | 2015年3月18日  | foe                       | GNCA-7209 | 50位       |                 |
| 10th       | 2015年6月3日   | 春擬き                    | GNCA-0380 | GNCA-0381  | 8位             |
| 11th       | 2015年12月9日  | オラリオン                | GNCA-0406 | GNCA-0407  | 22位            |
| 12th       | 2016年2月24日  | カザキリ                  | GNCA-0423 | GNCA-0424  | 30位            |
| 13th       | 2016年8月31日  | 瞑目の彼方                | GNCA-0440 | GNCA-0441  | 46位            |
| 14th       | 2017年8月2日   | 時間は窓の向こう側        |           | GNCA-0501  | 58位            |
| 15th       | 2017年11月1日  | over and over             | GNCA-0520 | GNCA-0521  | 30位            |
| 16th       | 2017年11月1日  | here and there/砂糖玉の月 | GNCA-0518 | GNCA-0519  | 25位            |
| 17th       | 2018年2月21日  | 間遠い未来                | GNCA-0524 | GNCA-0525  | 59位            |
| 18th       | 2018年5月30日  | 無形のアウトライン        | GNCA-0530 | GNCA-0531  | 54位            |
| 19th       | 2018年10月31日 | 未明の君と薄明の魔法      | GNCA-0540 | GNCA-0541  | 31位            |
| 20th       | 2020年2月19日  | 宝石の生まれるとき        |           | EYCA-12799 | 48位            |
| 21st       | 2020年7月15日  | 芽ぐみの雨                | GNCA-0606 | GNCA-0607  | 7位             |
| 22rd       | 2021年11月3日  | 標火                      | GNCA-0648 | GNCA-0649  | 45位            |
| ---        | 2023年6月28日  | ユキハルアメ              |           | GNCA-1650  | 33位            |
| 24th       | 2023年10月4日  | 命火                      | GNCA-1656 | GNCA-1657  |                 |

#### 配信限定シングル
| 発売日         | タイトル                                                   |
| -------------- | ---------------------------------------------------------- |
| 2014年7月2日   | Esse                                                       |
| 2022年4月30日  | Branch                                                     |
| 2022年6月26日  | dream puff                                                 |
| 2022年8月27日  | Echo                                                       |
| 2022年10月23日 | more than enough                                           |
| 2022年12月16日 | For good                                                   |
| 2023年4月26日  | Re: searchlight / Aiobahn, やなぎなぎ                      |
| 2023年5月31日  | Re: searchlight (Magnificence Remix) / Aiobahn, やなぎなぎ |
| 2023年10月4日  | homeward journey                                           |
| 2023年11月17日 | オーバーレイ・ワールド                                     |
| 2024年6月20日  | 明日の話                                                   |
| 2025年4月2日   | SugaRiddle                                                 |

### アルバム

#### オリジナルアルバム
|       | 発売日         | タイトル         | 規格品番  | 規格品番  | 規格品番  | 規格品番  | オリコン 最高位 |
| CD+BD | 発売日         | タイトル         | CD+DVD    | CD+特典CD | CD        |           | オリコン 最高位 |
| ----- | -------------- | ---------------- | --------- | --------- | --------- | --------- | --------------- |
| 1st   | 2013年7月3日   | エウアル         | GNCA-1376 | GNCA-1377 |           | GNCA-1378 | 4位             |
| 2nd   | 2014年12月10日 | ポリオミノ       | GNCA-1421 | GNCA-1422 | GNCA-1423 | 7位       |                 |
| 3rd   | 2016年4月20日  | Follow My Tracks | GNCA-1477 | GNCA-1478 | GNCA-1479 | 7位       |                 |
| 4th   | 2018年1月17日  | ナッテ           | GNCA-1521 | GNCA-1522 | GNCA-1523 | 10位      |                 |
| 5th   | 2020年12月9日  | エメラロタイプ   | GNCA-1593 |           | GNCA-1594 | GNCA-1595 | 29位            |
| 6th   | 2022年12月23日 | Branch           | GNCA-1633 |           | GNCA-1634 |           |                 |
| 7th   | 2024年3月20日  | ホワイトキューブ |           |           | GNCA-1665 | GNCA-1666 | 28位            |

#### その他のアルバム
|                         | 発売日         | タイトル                                                | 規格品番     | 規格品番   | オリコン 最高位 |
| 初回盤                  | 発売日         | タイトル                                                | 通常盤       |            | オリコン 最高位 |
| ----------------------- | -------------- | ------------------------------------------------------- | ------------ | ---------- | --------------- |
| ミニ                    | 2018年12月12日 | 小夜すがら                                              |              | LEO-006    |                 |
| ベスト                  | 2019年1月9日   | やなぎなぎ ベストアルバム -LIBRARY-                     | GNCA-1551    | GNCA-1552  | 11位            |
| ベスト                  | 2019年1月9日   | やなぎなぎ ベストアルバム -MUSEUM-                      | GNCA-1553    | GNCA-1554  | 12位            |
| カップリング集          | 2019年11月13日 | memorandum                                              | GNCA-1564    | GNCA-1565  | 29位            |
| 10周年記念 セレクション | 2022年2月23日  | やなぎなぎ 10周年記念 セレクションアルバム -Roundabout- | GNCA-1608    | GNCA-1609  | 34位            |
| 活動20周年 記念アルバム | 2025年6月25日  | やなぎなぎ 活動20周年記念アルバム「ENcore」             | SNCL-00102/3 | SNCL-00104 | 32位            |

### 同人音楽作品
| 頒布開始日     | タイトル | 規格品番 |
| -------------- | -------- | -------- |
| 2022年10月30日 | 夕さらず |          |

### 映像作品
|     | 発売日         | タイトル                                             | 規格品番  | 規格品番  |
| BD  | 発売日         | タイトル                                             | DVD       |           |
| --- | -------------- | ---------------------------------------------------- | --------- | --------- |
| 1st | 2015年12月23日 | やなぎなぎ ライブツアー2015「ポリオミノ」 渋谷公会堂 | GNXA-1169 | GNBA-1410 |
| 2nd | 2016年11月30日 | やなぎなぎ ライブツアー2016「Follow Your Tracks」    | GNXL-1003 | GNBL-1035 |

### 歌手参加作品

#### 麻枝准×やなぎなぎ
麻枝准とのコラボレーション作品。全曲のボーカルを担当。
- 『終わりの惑星のLove Song』（2012年4月25日）
- 『君という神話/Goodbye Seven Seas』（2020年10月28日）
  - 「君という神話」 - テレビアニメ『神様になった日』オープニングテーマ
  - 「Goodbye Seven Seas」 - テレビアニメ『神様になった日』エンディングテーマ
- 『夏凪ぎ/宝物になった日』（2020年12月16日）
  - 「夏凪ぎ」 - テレビアニメ『神様になった日』挿入歌
  - 「宝物になった日」 - テレビアニメ『神様になった日』挿入歌
- 『ヘブンバーンズレッド』(2022年2月10日)
  - 「Before I Rise」(2022年6月2日ダウンロード販売)
  - 「Burn My Universe」(2022年6月9日ダウンロード販売)
  - 「Everlasting Night」(2022年6月16日ダウンロード販売)
  - 「White Spell」(2022年6月23日ダウンロード販売)
  - 「Indigo in Blue」(2022年7月7日ダウンロード販売)
  - 「きみの横顔」(2022年7月21日ダウンロード販売)
  - 「Sad Creature」(2022年7月28日ダウンロード販売)
  - 「星の墓標」(2022年8月11日ダウンロード販売)
  - 「Light Years」(2022年8月25日ダウンロード販売)

#### やなぎなぎ名義
- 『しゅぷれ〜むキャンディ サウンドトラック』（2009年5月5日）
  - 「飛べない魔法使い」のボーカルを担当。
- 『ZONEトリビュート〜君がくれたもの〜』（2011年8月10日）
  - 「一雫」をカバー[17]。
- 『Rewrite Original SoundTrack』（2011年10月28日）
  - 「恋歌」「恋文」「偽らない君へ」のボーカルを担当。
- 『Rewrite Arrangement Album -Branch-』（2011年12月29日）
  - 「Little Forest」「Reply」の作詞・ボーカルを担当。
- 『TIME TRAVELERS オリジナルサウンドトラック』（2012年8月8日）
  - 「Dr. Schrödinger, tell me please? (Mikoto's Theme)」のボーカルを担当。
- 『Tachyon』（2012年9月12日）
  - MANYOとのユニット「mamenoi」のアルバム。ボーカルを担当。
- 『NORN9 ノルン+ノネット オリジナルサウンドトラック PLUS』（2013年6月5日）
  - 「melee」「砂時計は空の空」「many universes」の作詞・ボーカルを担当。
- 「あの夏で待ってる 特別編 -THEME SONGS-」（2014年8月29日）
  - 「point at infinity」の作詞・ボーカルを担当。
- 『アルスラーン戦記 オリジナルサウンドトラック』（2015年9月26日）
  - 「天空に舞う鳥よ」のボーカルを担当。
- 『一切は物語』（2017年5月17日）
  - 南條愛乃とのコラボレーション作品。作詞・ボーカルを担当。
- 『メルト 10th ANNIVERSARY MIX』（2017年12月24日）
  - メルトの10周年記念作品。デジタル・ダウンロード販売のみ。
- 『Frontiers』（2020年2月19日）
  - フュージョンバンドDEZOLVEのアルバム。「re:fruition feat.やなぎなぎ」の作詞・ボーカルを担当。
- 『TWO-MIX Tribute Album "Crysta-Rhythm"』（2022年7月27日）
  - 「RHYTHM EMOTION」をカバー[18]。
- 『LEVEL』（2022年2月9日）
  - THE SIXTH LIEとのコラボレーション作品。「LEVEL」の作詞、および"やなぎなぎ×THE SIXTH LIE"と"やなぎなぎ ver."のボーカルを担当。
- 『約束はいらない from CrosSing』（2024年6月26日）
  - カバーソングプロジェクト『CrosSing』にてカバー。配信リリースされた[19]。

#### ガゼル名義
- 『ランティス組曲 feat.Nico Nico Artists』（2008年3月5日）
  - 歌い手として参加[8]。

#### nagi名義
- supercell「君の知らない物語」（2009年8月12日）
  - ゲストボーカルとして参加[7]。
- supercell「さよならメモリーズ」（2010年2月10日）
  - ゲストボーカルとして参加[12]。
- supercell「うたかた花火/星が瞬くこんな夜に」（2010年8月10日）
  - ゲストボーカルとして参加[20]。
- supercell『Today Is A Beautiful Day』（2011年3月16日）
  - ゲストボーカルとして参加[13]。

### 提供楽曲
- テレビアニメ『Just Because!』（2017年）  - 劇伴、音楽プロデュース、エンディングテーマ「behind」・カップリング「take_one」作詞・作曲・編曲
- 鈴木みのり 『見る前に飛べ！』（2018年）  - 「astro traveler」作詞・作曲・編曲
- この子『Inseparable』（2019年）  - 「PersonAll」作詞・作曲・編曲
- 鈴木みのり『エフェメラをあつめて』（2020年）　-　作詞
- 逢田梨香子『Curtain raise』（2020年）　-　「Tiered」作詞・作曲・編曲[21]
- 石原夏織『Water Drop』（2020年）　-　「キミしきる」作詞[22]
- 石原夏織『Starcast』（2021年）　-　「Starcast」作詞[23]
- AZKi『Route If』（2024年）- 「map in the cup」作詞・作曲・編曲
- Sizuk『bookmarks』（2025年） - 「bookmarks」作詞[24][25]
- 逢田梨香子『装飾』（2025年）- 「銀河のエデン」作詞[26]

### タイアップ曲
| 楽曲                                              | タイアップ | 時期   |
| ------------------------------------------------- | --- | ------ |
| 飛べない魔法使い                                  | ゲーム『しゅぷれ〜むキャンディ 〜王道には王道たる理由があるんです!〜』主題歌                                                       | 2008年 |
| 偽らない君へ                                      | ゲーム『Rewrite』エンディングテーマ、挿入歌 ゲーム『Rewrite Harvest festa!』挿入歌 テレビアニメ『Rewrite』第10話エンディングテーマ | 2011年 |
| 恋文                                              | ゲーム『Rewrite』エンディングテーマ テレビアニメ『Rewrite』第4話エンディングテーマ                                                 | 2011年 |
| Dr. Schrödinger, tell me please? (Mikoto's Theme) | ゲーム『TIME TRAVELERS』挿入歌 | 2012年 |
| ビードロ模様                                      | テレビアニメ『あの夏で待ってる』エンディングテーマ                                                                                 | 2012年 |
| いばら                                            | ゲーム『アーシャのアトリエ 〜黄昏の大地の錬金術士〜』挿入歌                                                                        | 2012年 |
| Ambivalentidea                                    | テレビアニメ『ヨルムンガンド』エンディングテーマ                                                                                   | 2012年 |
| 白くやわらかな花                                  | テレビアニメ『ヨルムンガンド』第4話エンディングテーマ                                                                              | 2012年 |
| ラテラリティ                                      | テレビアニメ『ヨルムンガンド PERFECT ORDER』エンディングテーマ                                                                     | 2012年 |
| 真実の羽根                                        | テレビアニメ『ヨルムンガンド PERFECT ORDER』第15話エンディングテーマ                                                               |        |
| Zoetrope                                          | テレビアニメ『AMNESIA』オープニングテーマ                                                                                          | 2013年 |
| 星々の渡り鳥                                      | テレビアニメ『AMNESIA』第12話エンディングテーマ                                                                                    | 2013年 |
| ユキトキ                                          | テレビアニメ『やはり俺の青春ラブコメはまちがっている。』オープニングテーマ                                                         | 2013年 |
| melee                                             | ゲーム『NORN9 ノルン+ノネット』オープニングテーマ                                                                                  | 2013年 |
| 砂時計は空の空                                    | ゲーム『NORN9 ノルン+ノネット』挿入歌                                                                                              | 2013年 |
| many universes                                    | ゲーム『NORN9 ノルン+ノネット』エンディングテーマ                                                                                  | 2013年 |
| アクアテラリウム                                  | テレビアニメ『凪のあすから』エンディングテーマ                                                                                     | 2013年 |
| 三つ葉の結びめ                                    | テレビアニメ『凪のあすから』エンディングテーマ                                                                                     | 2014年 |
| mnemonic                                          | テレビアニメ『凪のあすから』最終話挿入歌                                                                                           | 2014年 |
| クロスロード                                      | Z会CMアニメ『クロスロード』主題歌                                                                                                  | 2014年 |
| トコハナ                                          | テレビアニメ『ブラック・ブレット』エンディングテーマ                                                                               | 2014年 |
| 忘れない為に                                      | テレビアニメ『ブラック・ブレット』第4話エンディングテーマ                                                                          | 2014年 |
| Esse                                              | テレビドラマ『殺人偏差値70』挿入歌                                                                                                 | 2014年 |
| point at infinity                                 | OVA『あの夏で待ってる 特別編』エンディングテーマ                                                                                   | 2014年 |
| Sweet Track                                       | 日本テレビ『スッキリ!!』2014年12月度テーマソング                                                                                   | 2014年 |
| Burn Out the ENERGY                               | ゲーム『selector battle with WIXOSS』メインテーマ                                                                                  | 2015年 |
| Rainy veil                                        | テレビアニメ『グリザイアの果実』エンジェリック・ハゥル編エンディングテーマ                                                         | 2015年 |
| foe                                               | ゲーム『ノルン+ノネット ラスト イーラ』オープニングテーマ                                                                          | 2015年 |
| skyscape                                          | ゲーム『ノルン+ノネット ラスト イーラ』エンディングテーマ                                                                          | 2015年 |
| 春擬き                                            | テレビアニメ『やはり俺の青春ラブコメはまちがっている。続』オープニングテーマ                                                       | 2015年 |
| 天空に舞う鳥よ                                    | テレビアニメ『アルスラーン戦記』挿入歌                                                                                             | 2015年 |
| オラリオン                                        | テレビアニメ『終わりのセラフ』名古屋決戦編エンディングテーマ                                                                       | 2015年 |
| カザキリ                                          | テレビアニメ『ノルン+ノネット』オープニングテーマ                                                                                  | 2016年 |
| landscape                                         | パチスロ『めぞん一刻 桜の下で』挿入歌                                                                                              | 2016年 |
| 逆転スペクトル                                    | パチスロ『めぞん一刻 桜の下で』挿入歌                                                                                              | 2016年 |
| navis                                             | パチスロ『めぞん一刻 桜の下で』挿入歌                                                                                              | 2016年 |
| 瞑目の彼方                                        | テレビアニメ『ベルセルク』エンディングテーマ                                                                                       | 2016年 |
| play of color                                     | テレビアニメ『ノルン＋ノネット アクト チューン』オープニングテーマ                                                                 | 2016年 |
| 時間は窓の向こう側                                | テレビアニメ『時間の支配者』エンディングテーマ                                                                                     | 2017年 |
| ironi                                             | ゲーム『ハイリゲンシュタットの歌』オープニング主題歌                                                                               | 2017年 |
| over and over                                     | テレビアニメ『Just Because!』オープニングテーマ                                                                                    | 2017年 |
| here and there                                    | テレビアニメ『キノの旅 -the Beautiful World- the Animated Series』オープニングテーマ                                               | 2017年 |
| 砂糖玉の月                                        | テレビアニメ『キノの旅 -the Beautiful World- the Animated Series』エンディングテーマ                                               | 2017年 |
| 間遠い未来                                        | テレビアニメ『覇穹 封神演義』エンディングテーマ                                                                                    | 2018年 |
| 無形のアウトライン                                | テレビアニメ『覇穹 封神演義』エンディングテーマ                                                                                    | 2018年 |
| 未明の君と薄明の魔法                              | テレビアニメ『色づく世界の明日から』エンディングテーマ                                                                             | 2018年 |
| can cry                                           | ゲーム『CRYSTAR -クライスタ-』主題歌                                                                                               | 2018年 |
| re-live                                           | ゲーム『CRYSTAR -クライスタ-』エンディングテーマ                                                                                   | 2018年 |
| BiblioMonster                                     | テレビ埼玉/ニコニコ生放送『LIPSS〜イノセントな囁き〜』2019年1・2月度エンディングテーマ                                             | 2019年 |
| color capsule                                     | テレビアニメ『色づく世界の明日から』第13話挿入歌テーマ                                                                             | 2019年 |
| 宝石の生まれるとき                                | テレビアニメ『宝石商リチャード氏の謎鑑定』オープニングテーマ                                                                       | 2020年 |
| 芽ぐみの雨                                        | テレビアニメ『やはり俺の青春ラブコメはまちがっている。完』オープニングテーマ                                                       | 2020年 |
| 標火                                              | テレビアニメ『最果てのパラディン』エンディングテーマ                                                                               | 2021年 |
| LEVEL                                             | テレビアニメ『天才王子の赤字国家再生術』オープニングテーマ                                                                         | 2022年 |
| ユキハルアメ                                      | テレビアニメ『やはり俺の青春ラブコメはまちがっている。』10周年記念ソング                                                           | 2023年 |
| 命火                                              | テレビアニメ『最果てのパラディン 鉄錆の山の王』オープニングテーマ                                                                  | 2023年 |
| homeward journey                                  | テレビアニメ『冒険者になりたいと都に出て行った娘がSランクになってた』エンディングテーマ                                            | 2023年 |
| 明日の話                                          | ゲーム『リルヤとナツカの純白な嘘』オープニングテーマ                                                                               | 2024年 |
| スパークル                                        | テレビ番組『シナぷしゅ』2024年10月のうた                                                                                           | 2024年 |
| SugaRiddle                                        | テレビアニメ『小市民シリーズ』第2期エンディングテーマ                                                                              | 2025年 |
| 夏の住処                                          | テレビアニメ『Turkey!』挿入歌 | 2025年 |

## 出演

### ゲーム
- NORN9 ノルン+ノネット（2013年5月23日） - アイオン 役[32]
- NORN9 VAR COMMONS（2014年12月11日） - アイオン 役[33]
- NORN9 LAST ERA（2015年3月19日） - アイオン 役[34]

### テレビアニメ
- ノルン+ノネット（2016年） - アイオン 、ナレーション役[35]

### テレビ
- めざましテレビ（2014年5月30日、フジテレビ） - 初のテレビ出演
- うたコン（2024年1月30日、NHK総合）[36]- 『メルト 10th ANNIVERSARY MIX』を生放送で披露

### ラジオ
- green grass grow （2013年 - 2014年、FM FUJI）
- リッスン? 〜Live 4 Life〜（2015年、文化放送）
- リッスン? 2-3（2015年 - 2018年、文化放送）

## 主なライブ
| 開催日                   | タイトル                                                      | 備考                                         |  |
| ------------------------ | ------------------------------------------------------------- | -------------------------------------------- |  |
| 2012年5月5日             | little drop                                                   | 渋谷DUO                                      |  |
| 2012年11月18日〜11月25日 | やなぎなぎ 全国3公演「little triangle」                       |                                              |  |
| 2013年10月20日〜10月27日 | やなぎなぎ1st album発売記念ワンマンライブツアー「エウアル」   |                                              |  |
| 2015年1月31日〜3月8日    | ライブツアー2015「ポリオミノ」                                |                                              |  |
| 2015年10月17日           | color palette～2015 Silver～                                  | 東京グローブ座                               |  |
| 2015年10月18日           | color palette～2015 Gold～                                    | 東京グローブ座                               |  |
| 2017年2月28日            | やなぎなぎ 5周年記念ライブ「Cassiopeia Limited Express」      | 品川プリンスホテル                           |  |
| 2018年3月4日〜5月26日    | ライブツアー 2018 ナッテ                                      |                                              |  |
| 2018年11月14日〜11月18日 | color palette ～2018 Black～                                  | w/山本健太, 朝川朋之, 佐々木貴之, 若森さちこ |  |
| 2019年3月21日〜6月2日    | ライブツアー2019 -LIBLARY- & -MUSEUM-                         |                                              |  |
| 2019年6月9日             | ライブツアー2019 -LIBLARY- & -MUSEUM- 追加公演                | 東京国際フォーラム                           |  |
| 2020年7月23日            | color palette ～2020 Pink eve～                               | オンライン                                   |  |
| 2020年12月5日・12月12日  | コンセプチュアルライブ「color palette ～2020 Pink～」         |                                              |  |
| 2021年                   | やなぎなぎ ライブツアー2021 エメラロタイプ                    |                                              |  |
| 2021年9月25日・10月2日   | color palette ～2021 Purple～                                 |                                              |  |
| 2022年2月28日〜3月1日    | やなぎなぎ 10th Anniversary Special Live                      |                                              |  |
| 2022年3月21日            | 10周年記念ライブ -Roundabout- Vol.1                           | 二部制                                       |  |
| 2022年4月30日            | 10周年記念ライブ -Roundabout- Vol.2                           | 二部制                                       |  |
| 2022年5月22日            | 10周年記念ライブ -Roundabout- Vol.3                           | 二部制                                       |  |
| 2022年6月26日            | 10周年記念ライブ -Roundabout- Vol.4                           | 二部制                                       |  |
| 2022年7月31日            | 10周年記念ライブ -Roundabout- Vol.5                           | 二部制                                       |  |
| 2022年8月27日            | 10周年記念ライブ -Roundabout- Vol.6                           | 二部制                                       |  |
| 2022年9月19日            | 10周年記念ライブ -Roundabout- Vol.7                           | 二部制                                       |  |
| 2022年10月23日           | 10周年記念ライブ -Roundabout- Vol.8                           | 二部制                                       |  |
| 2022年11月27日           | 10周年記念ライブ -Roundabout- Vol.9                           | 二部制                                       |  |
| 2022年12月23日           | 10周年記念ライブ -Roundabout- Vol.10                          |                                              |  |
| 2023年2月18日〜3月4日    | やなぎなぎ ライブツアー2023 ～Branch～                        |                                              |  |
| 2023年9月30日            | やなぎなぎ color palette ～2023 Red～                         | 品川プリンスホテル（二部制）                 |  |
| 2024年2月12日            | ヘブンバーンズレッドライブ2024                                | 東京国際フォーラム                           |  |
| 2024年5月10日～26日      | やなぎなぎ ライブツアー2024「ホワイトキューブ」               |                                              |  |
| 2025年1月25日・26日      | やなぎなぎ カバーソングコンサート「Gemini -Castor / Pollux-」 | 日本橋三井ホール                             |  |
| 2025年2月12日            | HEAVEN BURNS RED LIVE 2025                                    | 神奈川県民ホール 大ホール                    |  |